# Bezirksamt Weinheim

Lage der Bezirksämter in Baden im Jahr 1890

Das Bezirksamt Weinheim, zunächst Amt Weinheim, war eine von 1803 bis 1936 bestehende Verwaltungseinheit in Norden des Landes Baden mit Sitz in Weinheim. Nach mehreren Verwaltungsreformen liegt sein Gebiet zum weit überwiegenden Teil im baden-württembergischen Rhein-Neckar-Kreis.

## Geschichte

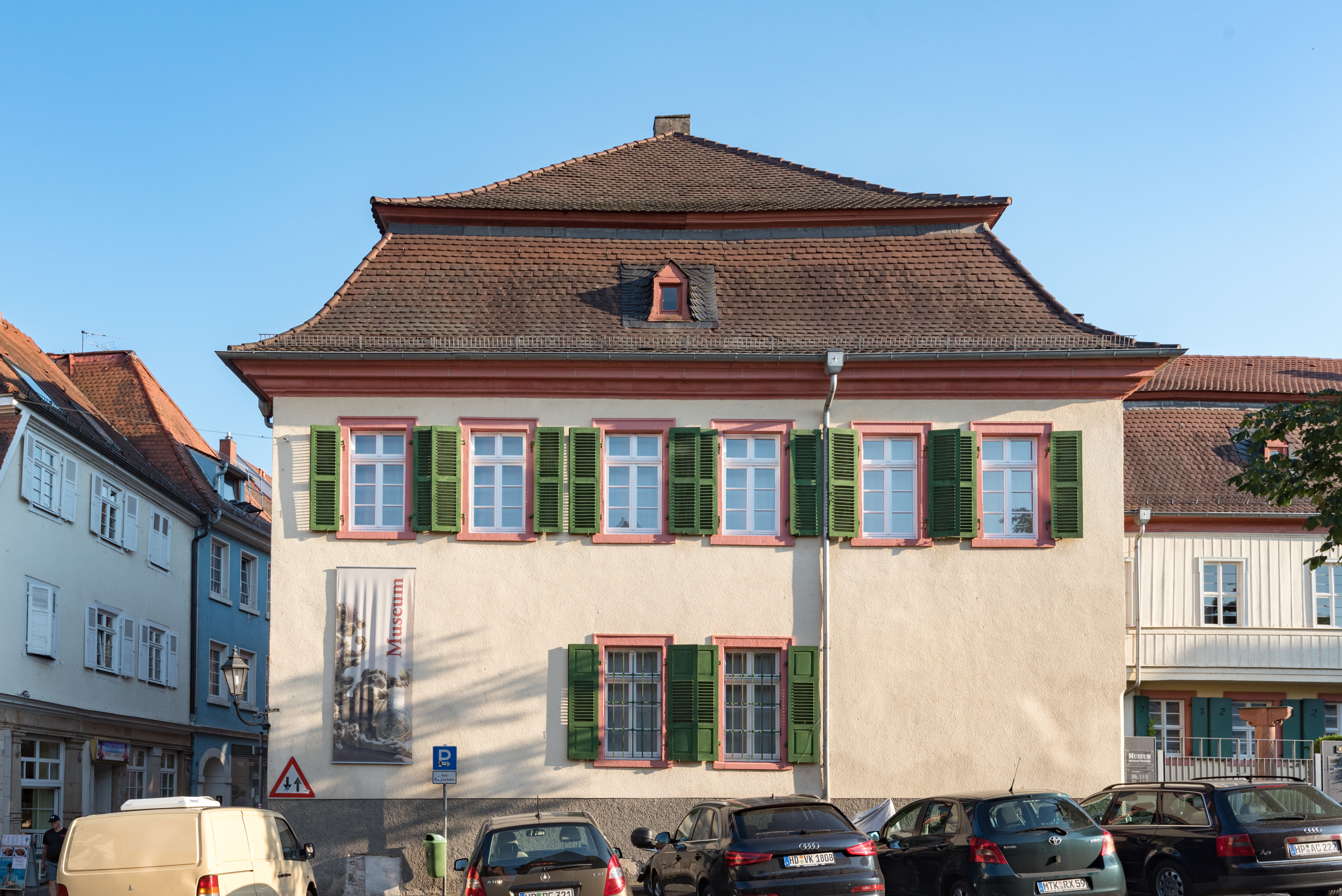
Das Deutschordenshaus, heute Museum der Stadt Weinheim.

Das Amt entstand 1803 in einem Gebiet, das infolge des Reichsdeputationshauptschlusses an Baden gefallen war. Die Ortschaften kamen von der Kurpfalz und hatten zuvor zur Schriesheimer Zent im Oberamt Heidelberg gezählt, Weinheim war dem Oberamt unmittelbar unterstellt gewesen. Der Amtsbezirk erstreckte sich zunächst hauptsächlich entlang der Bergstraße, spätere Erweiterungen brachten auch Orte im angrenzenden Odenwald und der Oberrheinischen Tiefebene hinzu. Sitz der Verwaltung war zunächst das Schloss, ab 1809/10 das Deutschordenshaus.
Im Zuge der Trennung der Rechtsprechung von der Verwaltung 1857 wurde Weinheim Sitz eines Amtsgerichts. Mit Inbetriebnahme der Schmalspurbahn nach Heidelberg 1890 erhielten die Ortschaften an der Bergstraße südlich von Weinheim einen Bahnhof und somit eine direkte Verbindung zur Amtsstadt.
Aufgrund des Gesetzes über die Neueinteilung der inneren Verwaltung wurde das Bezirksamt Weinheim am 1. Oktober 1936 aufgelöst, das Gebiet dem Bezirksamt Mannheim zugeteilt. Die Ortschaften kamen mit diesem zum 1939 gegründeten Landkreis Mannheim und im Januar 1973 zum Rhein-Neckar-Kreis, zu dem sie unverändert gehören. Ausnahmen sind Straßenheim, das bereits 1930 nach Mannheim eingemeindet worden war, sowie Rennhof, das im Rahmen eines Staatsvertrages 1983 zum Land Hessen wechselte und heute zum Lampertheimer Stadtteil Hüttenfeld zählt.

## Übergeordnete Behörden
Die übergeordneten Behörden waren stets in Mannheim angesiedelt:
- 1803 bis 1807 die Landvogtei Strahlenberg
- 1807 bis 1809 die Provinz des Unterrheins oder der Badischen Pfalzgrafschaft
- 1809 bis 1832 der Neckarkreis
- 1832 bis 1864 der Unterrheinkreis
- ab 1864 der Landeskommissärbezirk Mannheim, außerdem gehörten die Gemeinden dem neu gegründeten Kreisverband Mannheim an.

## Gemeinden und Einwohner
In der Amtsbeschreibung aus dem Jahre 1804, in der die schöne Landschaft an der Bergstraße hervorgehoben wird, wird für die zugehörigen Ortschaften für 1802 von den folgenden Einwohnerzahlen berichtet:
- Weinheim, am Ausgang des Täler von Weschnitz und Grundelbach, mit der Burg Windeck: 3319
- Großsachsen: 880
- Hohensachsen: 521
- Lützelsachsen: 605
- Hemsbach mit Sulzbach, Wazenau (Watzenhof), Lampertheimer Hütte (Rennhof),  und dem Schafhof: 1.575
- Laudenbach: 1071

### 1836
1812 löste sich Sulzbach von Hemsbach und wurde eine eigenständige Gemeinde. 1813 kamen die grundherrschaftlichen Orte Leutershausen und Ursenbach, 1829 vom Bezirksamt Heidelberg noch Rippenweier, Ritschweier, Oberflockenbach und Steinklingen neu zu Weinheim. 1836 hatte das Bezirksamt 14.110 Einwohner, davon 9.458 Evangelische, 4.217 Katholiken und 435 Juden. Sie verteilten sich auf die 11 Gemeinden wie folgt:
- Weinheim 5.222, darunter
  - Nächstenbach 36
- Großsachsen 1.090
- Hemsbach 1.767, darunter
  - Balzenbach 41
  - Rennhof 58
  - Schafhof 15
  - Watzenhof 15
- Hohensachsen 643
- Laudenbach 1592
- Leutershausen 1340
- Lützelsachsen 967
- Oberflockenbach 358, darunter
  - Steinklingen 71
  - Wünschmichelbach 90
- Rippenweier 444, darunter
  - Ritschweier 68
  - Rittenweier 69
  - Heiligkreuz 107
  - Kunzenbach 15
- Sulzbach 549, darunter
  - Sulzbacher Hof 14
- Ursenbach 138

### 1913
1837 trennte sich Ritschweier von Rippenweier und wurde wieder eigenständig. Bei der Auflösung des Bezirksamts Ladenburg bekam Weinheim 1864 Heddesheim mit Straßenheim und Muckensturm zugeteilt. 1913 hatte das Bezirksamt 29.315 Einwohner, davon 19.613 evangelisch, 9.190 Katholiken, 7 altkatholisch, 102 übrige Christen, 386 Juden und 17 sonstige. Sie verteilten sich auf 13 Gemeinden und 3 abgesonderte Gemarkungen:
- Weinheim 14.170
- Großsachsen 1.213
- Heddesbach 2.983, davon Neuzenhof mit eigener Gemarkung 15
- Hemsbach 2.530
- Hohensachsen 869
- Laudenbach 1883
- Leutershausen 1829
- Lützelsachsen 1367
- Oberflockenbach 630
- Rippenweier 466
- Ritschweier 65
- Sulzbach 1036
- Ursenbach 135

Abgesonderte Gemarkungen mit eigener polizeilicher Verwaltung:
- Muckensturm 67
- Straßenheim 72

## Leiter der Verwaltung
Die Leitung der Verwaltung, als Amtmann oder Oberamtmann und später Landrat, hatten inne:
- 1803–1816 Franz Beithorn
- 1816–1819 Matthias Müller (als Amtsverweser)
- 1819–1825 Friedrich Rettig
- 1825–1827 Ignaz Peter
- 1827–1839 Carl Beck
- 1839–1844 Christian Bernhard Gockel
- 1844–1848 August Teuffel von Birkensee
- 1848–1849 Friedrich von Krafft-Ebing
- 1849–1866 August Teuffel von Birkensee
- 1866–1883 Wilhelm Lang
- 1883–1886 Max Föhrenbach
- 1886–1890 Karl August Kopp
- 1890–1896 Hermann Nebe
- 1896–1899 Otto von Senger
- 1899–1903 Philipp Jolly
- 1903–1912 Karl Steiner
- 1912–1919 Martin Hartmann
- 1919–1926 August Pfützner
- 1926–1933 Volkert Pfaff
- 1933–1936 Wilhelm Compter